# Kenji Tomiki
Kenji Tomiki (1900-1979) va ser un professor japonès d'aikido, fundador de l'Aikido Shodokan, també conegut com a Aikido Tomiki, que entre altres diferències respecte d'altres escoles inclou la competició.